# Borderlands: The Pre-Sequel
Borderlands: The Pre-Sequel! är en  förstapersonsskjutare utvecklat av 2K Australia och som ges ut av 2K Games. Det är det tredje spelet i Borderlands-serien, och en prequel till Borderlands 2 från 2012. Spelet annonserades den 9 april 2014, och släpptes till Microsoft Windows, Playstation 3 och Xbox 360 under slutet av 2014.